# Gà tây trắng nhỏ Beltsville
Gà tây trắng nhỏ Beltsville là một giống gà tây nhà. Giống gà tây này được đặt tên theo đặc điểm vật lý của nó - kích thước tương đối nhỏ và bộ lông trắng hoàn toàn - cũng như nơi xuất xứ của nó: Trung tâm nghiên cứu nông nghiệp Beltsville của USDA ở Maryland.
Beltsville Small White được phát triển bắt đầu từ năm 1934 để đáp ứng với nghiên cứu thị trường cho biết người tiêu dùng muốn có một con gà tây có kích thước nhỏ đến trung bình mà không có lông máu tối màu. Trong một chương trình nhân giống tại Trung tâm Beltsville kéo dài từ năm 1934 đến năm 1941, USDA đã sử dụng di truyền học đối với nhiều giống gà tây khác nhau như Gà tây trắng Holland, Gà tây trắng Austrian, Gà tây Narragansett, Gà tây Bronze và gà tây hoang dã. Loài này đã được sử dụng thương mại vào những năm 1940, và được Hiệp hội Gia cầm Mỹ chính thức công nhận vào năm 1951.
Kết quả là được phát triển đặc biệt cho các hộ gia đình nhỏ hơn, đô thị, giống gà tây không bao giờ có kích thước để đáp ứng nhu cầu của các nhà hàng. Vào những năm 1970, nó gần như biến mất, và Gà tây White Breast Wide đã nổi lên. Nó vẫn còn cực kỳ hiếm hoi ngày nay, và được liệt kê vào danh sách các giống "Nguy cấp" bởi Tổ chức Bảo tồn giống vật nuôi Mỹ. Giống gà tây này hiện chỉ được quan tâm chủ yếu giữa những người đam mê giống và những người quan tâm đến giống gà tây di sản.